# Mairie de Montrouge (Paris metro)

Mairie de Montrouge  är en station på linje 4 i Paris tunnelbana. Stationen invigdes år 2013 och ligger på den första förlängningen av linje 4 som gjorts sedan 1910.

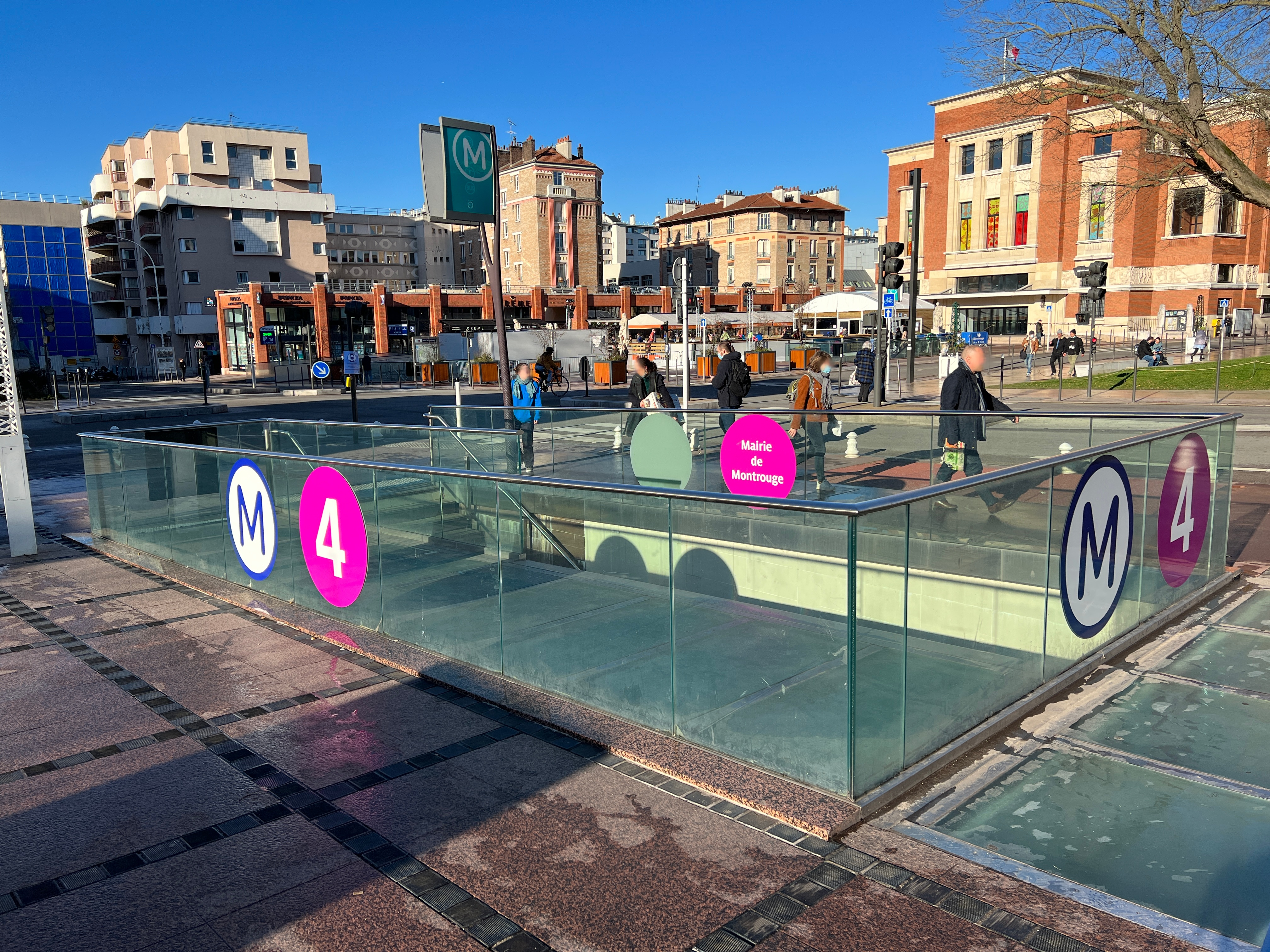
Entrén till stationen
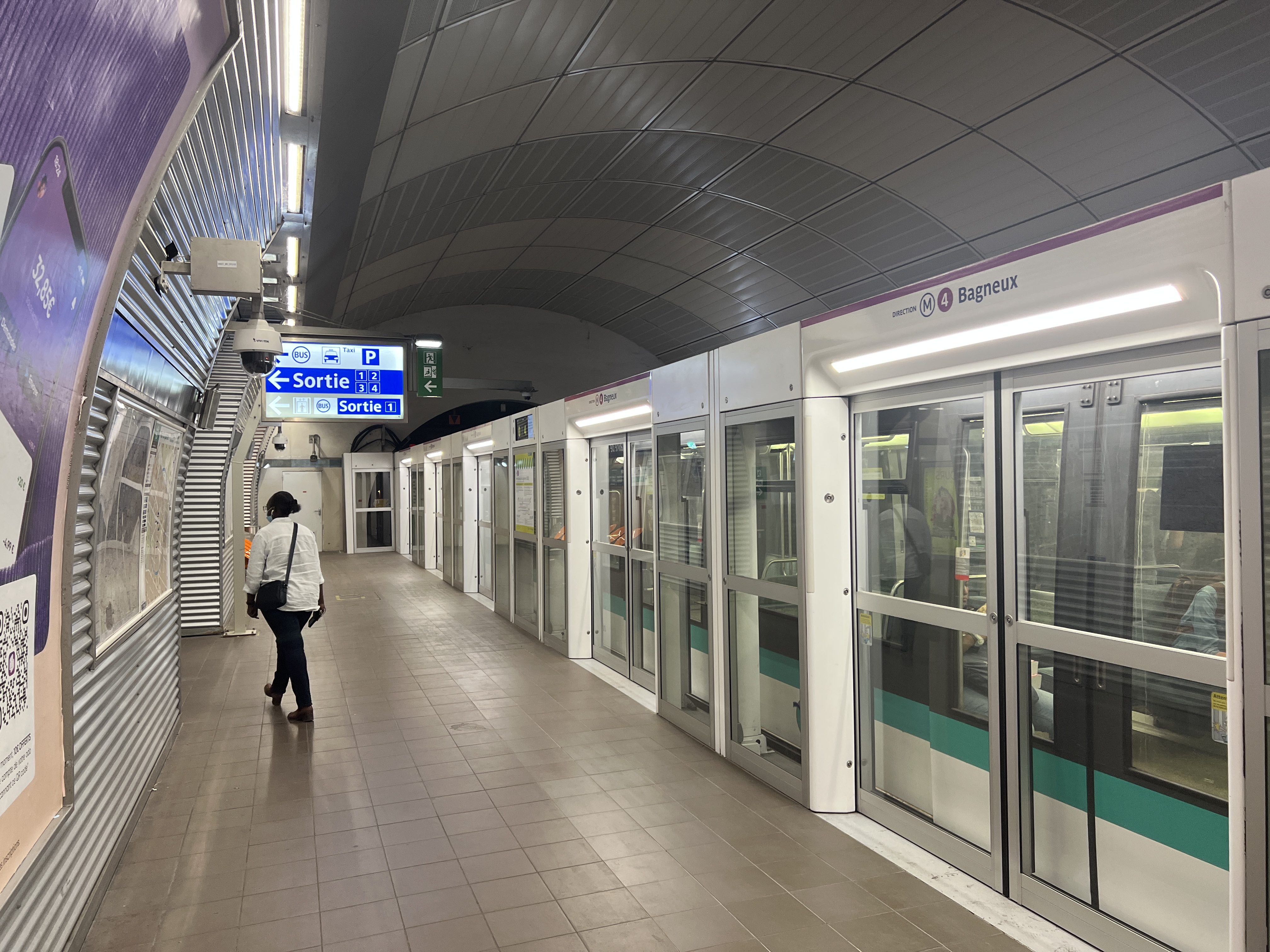
Perrongen